# Disneyland Abu Dhabi
 (mai 2025).
La mise en forme du texte ne suit pas les recommandations de Wikipédia : il faut le « wikifier ».
Les points d'amélioration suivants sont les cas les plus fréquents. Le détail des points à revoir est peut-être précisé sur la page de discussion.
- Les titres sont pré-formatés par le logiciel. Ils ne sont ni en capitales, ni en gras.
- Le texte ne doit pas être écrit en capitales (les noms de famille non plus), ni en gras, ni en italique, ni en « petit »…
- Le gras n'est utilisé que pour surligner le titre de l'article dans l'introduction, une seule fois.
- L'italique est rarement utilisé : mots en langue étrangère, titres d'œuvres, noms de bateaux, etc.
- Les citations ne sont pas en italique mais en corps de texte normal. Elles sont entourées par des guillemets français : « et ».
- Les listes à puces sont à éviter, des paragraphes rédigés étant largement préférés. Les tableaux sont à réserver à la présentation de données structurées (résultats, etc.).
- Les appels de note de bas de page (petits chiffres en exposant, introduits par l'outil «  Source ») sont à placer entre la fin de phrase et le point final[comme ça].
- Les liens internes (vers d'autres articles de Wikipédia) sont à choisir avec parcimonie. Créez des liens vers des articles approfondissant le sujet. Les termes génériques sans rapport avec le sujet sont à éviter, ainsi que les répétitions de liens vers un même terme.
- Les liens externes sont à placer uniquement dans une section « Liens externes », à la fin de l'article. Ces liens sont à choisir avec parcimonie suivant les règles définies. Si un lien sert de source à l'article, son insertion dans le texte est à faire par les notes de bas de page.
- La présentation des références doit suivre les conventions bibliographiques. Il est recommandé d'utiliser les modèles {{Ouvrage}}, {{Chapitre}}, {{Article}}, {{Lien web}} et/ou {{Bibliographie}}. Le mode d'édition visuel peut mettre en forme automatiquement les références.
- Insérer une infobox (cadre d'informations à droite) n'est pas obligatoire pour parachever la mise en page.

Pour une aide détaillée, merci de consulter Aide:Wikification.
Si vous pensez que ces points ont été résolus, vous pouvez retirer ce bandeau et améliorer la mise en forme d'un autre article.
Disneyland Abu Dhabi est un projet de parc à thème et de complexe touristique prévu sur l’île de Yas à Abou Dhabi, aux Émirats arabes unis. Le complexe sera détenu et exploité par le groupe Miral, sous licence de The Walt Disney Company, qui assurera la conception et la réalisation des attractions par l’intermédiaire de sa division créative Walt Disney Imagineering. Il s’agira du tout premier parc Disney au Moyen-Orient, et du septième complexe de ce type dans le monde. 

## Histoire
En janvier 2011, des rumeurs évoquaient une possible implication de Disney dans un projet à Haïfa, en Israël, partiellement financé par Shamrock Holdings, une société d’investissement liée à Disney. Un porte-parole de Walt Disney Parks and Resorts avait cependant démenti toute participation à ce projet.
Le développement de Disneyland Abu Dhabi a officiellement été annoncé le 7 mai 2025. 

## Présentation
Le parc est prévu sur l’île de Yas, qui abrite déjà plusieurs destinations de loisirs majeures comme Warner Bros. World, SeaWorld Abu Dhabi et Ferrari World. Le PDG de Disney, Bob Iger, a décrit le projet comme étant « authentiquement Disney et résolument émirati », une formule rappelant celle employée lors de l’inauguration de Shanghai Disneyland, qualifié de « authentiquement Disney et résolument chinois ».
Bien que le nom officiel du complexe n’ait pas encore été dévoilé, Bob Iger s’est déjà référé au projet sous le nom de « Disneyland Abu Dhabi ».
Le parc sera financé, détenu et exploité par le groupe Miral, tandis que la conception sera assurée par Walt Disney Imagineering. Aucune date d’ouverture n’a encore été communiquée.
Cette annonce marque le premier projet de parc à thème Disney depuis la présentation de Shanghai Disneyland en 2010.